# Kabinett Dreyer II

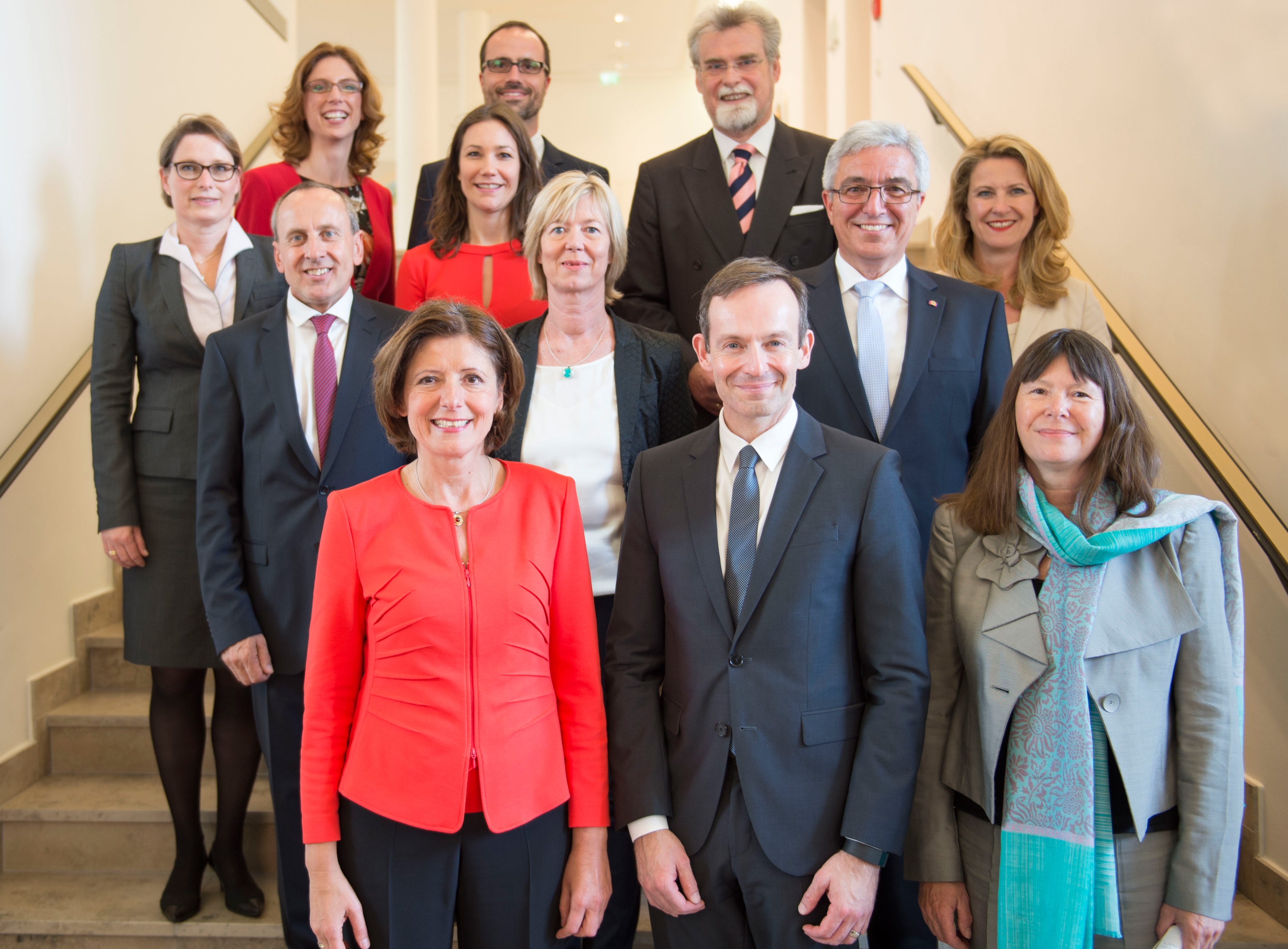
Die Minister nach der Überreichung der Ernennungsurkunden am 18. Mai 2016 in der Staatskanzlei

Das Kabinett Dreyer II bildete vom 18. Mai 2016 bis zum 18. Mai 2021 die Landesregierung von Rheinland-Pfalz. Sie wurde nach der Wahl zum 17. Landtag vom 13. März 2016 aufgrund von Koalitionsverhandlungen der Parteien SPD, FDP und Grüne als sogenannte „Ampelkoalition“ gebildet. Es war die 24. Landesregierung seit Gründung des Landes Rheinland-Pfalz im Jahr 1946 und wurde vom Kabinett Dreyer III abgelöst.
Am 22. April 2016 wurde der Koalitionsvertrag der drei beteiligten Parteien vorgestellt. Die Wahl und Vereidigung der Ministerpräsidentin Malu Dreyer (SPD) und die anschließende Ernennung und Vereidigung der Staatsminister fand in der konstituierenden Sitzung des Landtages am 18. Mai 2016 statt. Die Namen der Kabinettsmitglieder und Staatssekretäre wurden bereits am 11. Mai 2016 bekanntgegeben. Einen Misstrauensantrag der CDU-Opposition überstand Malu Dreyer in einer Abstimmung am 14. Juli 2016 mit allen 52 Stimmen ihrer Koalition und blieb Ministerpräsidentin des Landes Rheinland-Pfalz.

## Abstimmung im Landtag Rheinland-Pfalz
| Wahlgang                                                                                   | Kandidatin        | Kandidatin        | Stimmen    | Stimmenzahl | Anteil (abgegebene Stimmen) | Unterstützer | Unterstützer | Unterstützer | Unterstützer    |
| ------------------------------------------------------------------------------------------ | ----------------- | ----------------- | ---------- | ----------- | --------------------------- | ------------ | ------------ | ------------ | --------------- |
| 1. Wahlgang                                                                                |                   | Malu Dreyer (SPD) | Ja-Stimmen | 52          | 51,5 %                      |              |              |              | SPD, FDP, Grüne |
| 1. Wahlgang                                                                                | Nein-Stimmen      | Malu Dreyer (SPD) | 49         | 48,5 %      |                             |              |              |              | SPD, FDP, Grüne |
| 1. Wahlgang                                                                                | Enthaltungen      | Malu Dreyer (SPD) | 0          | 0,0 %       |                             |              |              |              | SPD, FDP, Grüne |
| 1. Wahlgang                                                                                | Ungültige Stimmen | Malu Dreyer (SPD) | 0          | 0,0 %       |                             |              |              |              | SPD, FDP, Grüne |
| 1. Wahlgang                                                                                | Nichtteilnahme    | Malu Dreyer (SPD) | 0          | 0,0 %       |                             |              |              |              | SPD, FDP, Grüne |
| Damit wurde Malu Dreyer wieder zur Ministerpräsidentin des Landes Rheinland-Pfalz gewählt. |                   |                   |            |             |                             |              |              |              |                 |

| Wahlgang                                                                                         | Kandidatin        | Kandidatin           | Stimmen    | Stimmenzahl | Anteil (abgegebene Stimmen) | Unterstützer | Unterstützer | Unterstützer |
| ------------------------------------------------------------------------------------------------ | ----------------- | -------------------- | ---------- | ----------- | --------------------------- | ------------ | ------------ | ------------ |
| Konstruktives Misstrauensvotum                                                                   |                   | Julia Klöckner (CDU) | Ja-Stimmen | 49          | 48,5 %                      |              |              | CDU, AfD     |
| Konstruktives Misstrauensvotum                                                                   | Nein-Stimmen      | Julia Klöckner (CDU) | 52         | 51,5 %      |                             |              |              | CDU, AfD     |
| Konstruktives Misstrauensvotum                                                                   | Enthaltungen      | Julia Klöckner (CDU) | 0          | 0,0 %       |                             |              |              | CDU, AfD     |
| Konstruktives Misstrauensvotum                                                                   | Ungültige Stimmen | Julia Klöckner (CDU) | 0          | 0,0 %       |                             |              |              | CDU, AfD     |
| Konstruktives Misstrauensvotum                                                                   | Nichtteilnahme    | Julia Klöckner (CDU) | 0          | 0,0 %       |                             |              |              | CDU, AfD     |
| Julia Klöckner nicht gewählt, Malu Dreyer bleibt Ministerpräsidentin des Landes Rheinland-Pfalz. |                   |                      |            |             |                             |              |              |              |

## Kabinett
| Amt/Ressort                                                                                            | Foto                           | Name                                | Partei | Partei                | Bild                                                                       | Staatssekretär | Partei | Partei                |
| --- | ------------------------------ | ----------------------------------- | ------ | --------------------- | -------------------------------------------------------------------------- | --- | ------ | --------------------- |
| Ministerpräsidentin Staatskanzlei                                                                      |                                | Malu Dreyer                         |        | SPD                   |                                                                            | Clemens Hoch Chef der Staatskanzlei Heike Raab Bevollmächtigte des Landes Rheinland-Pfalz beim Bund und für Europa, Medien und Digitales |        | SPD                   |
| Stellvertreter der Ministerpräsidentin Ministerium für Wirtschaft, Verkehr, Landwirtschaft und Weinbau |                                | Volker Wissing                      |        | FDP                   |                                                                            | Andy Becht Daniela Schmitt |        | FDP                   |
| Ministerium für Umwelt, Energie, Ernährung und Forsten                                                 |                                | Ulrike Höfken bis 31. Dezember 2020 |        | Bündnis 90/Die Grünen |                                                                            | Thomas Griese bis 31. Dezember 2020 Ulrich Kleemann ab 1. Januar 2021                                                                    |        | Bündnis 90/Die Grünen |
| Ministerium für Umwelt, Energie, Ernährung und Forsten                                                 | Anne Spiegel ab 1. Januar 2021 |                                     |        | Bündnis 90/Die Grünen |                                                                            | Thomas Griese bis 31. Dezember 2020 Ulrich Kleemann ab 1. Januar 2021                                                                    |        | Bündnis 90/Die Grünen |
| Ministerium für Familie, Frauen, Jugend, Integration und Verbraucherschutz                             |                                | Anne Spiegel                        |        | Bündnis 90/Die Grünen | Christiane Rohleder                                                        | |        | Bündnis 90/Die Grünen |
| Ministerium der Finanzen                                                                               |                                | Doris Ahnen                         |        | SPD                   |                                                                            | Stephan Weinberg |        | SPD                   |
| Ministerium des Innern und für Sport                                                                   |                                | Roger Lewentz                       | SPD    |                       | Günter Kern bis 1. März 2019 Nicole Steingaß ab 1. März 2019 Randolf Stich | SPD |        |                       |
| Ministerium für Soziales, Arbeit, Gesundheit und Demografie                                            |                                | Sabine Bätzing-Lichtenthäler        | SPD    |                       | David Langner bis 30. April 2018 Alexander Wilhelm ab 1. Mai 2018          | SPD |        |                       |
| Ministerium für Bildung                                                                                |                                | Stefanie Hubig                      | SPD    |                       | Hans Beckmann                                                              | | SPD    |                       |
| Ministerium für Wissenschaft, Weiterbildung und Kultur                                                 |                                | Konrad Wolf                         | SPD    |                       | Salvatore Barbaro bis 1. März 2019 Denis Alt ab 1. März 2019               | SPD |        |                       |
| Ministerium der Justiz                                                                                 |                                | Herbert Mertin                      |        | FDP                   |                                                                            | Philipp Fernis |        | FDP                   |